# Grohmannspitze
Die Grohmannspitze (ladinisch Sas da duman, italienisch Punta Grohmann) liegt in den Grödner Dolomiten an der Grenze zwischen Südtirol und Trentino in Italien. Er ist ein 3114 m s.l.m. (nach anderen Angaben auch 3112 oder 3126 m) hoher Gipfel in der Langkofelgruppe und ist nach dem namensgebenden Langkofel der zweithöchste Berg der Gruppe.

## Lage und Beschreibung
Gemeinsam mit den nordöstlich anschließenden Gipfeln der Fünffingerspitze und dem Langkofeleck bildet er, gesehen vom Sellajoch, eines der charakteristischen Bilder der Dolomiten. Im Westen wird er durch die Grohmannscharte vom Innerkoflerturm getrennt. Der Gipfel ist nur geringfügig niedriger als der höchste Gipfel des Bergmassivs (der Langkofel mit 3181 m). Im Norden (Langkofelkar) ist der Grohmannspitze die Langkofelkarspitze (2821 m) vorgelagert.
Während der Italienisierung der Südtiroler Namen unter dem Mussolini-Regime erhielt er kurzzeitig den alternativen italienischen Namen Sasso Levante.

## Geschichte der Besteigung
Der Gipfel wurde im Jahre 1875 nach Paul Grohmann benannt, dem österreichischen Alpinisten und Mitbegründer des Österreichischen Alpenvereins und zwar vor der Erstbesteigung. Grohmann war an der Erstbesteigung nicht beteiligt.
Bis 1880 versuchten mehrere Bergsteiger die Erstbesteigung, allein der Fassaner Bergführer Giorgio Bernard soll es auf 15 Versuche gebracht haben. Am Ende gelang Michl Innerkofler im August 1880 im Alleingang den Gipfel.
1891 versuchten bereits die legendäre Jeanne Immink mit Antonio Dimai und Zechini die Südwand zu durchsteigen, aber ohne den Gipfel zu erreichen. Die mächtige Südwand der Grohmannspitze galt damals als Paradestück, das schwer zu bezwingen ist. Besonders der Abschnitt der „Menschenfalle“ genannt wurde, erwies sich als unbezwingbar.  Am 11. August 1908 gelang  den Schwestern Ilona und Rolanda von Eötvös mit dem Führern Antonio Dimai und Johann Summermatter die Erstbegehung der Südwand.

## Alpinismus
Wie die anderen Teile der Langkofelgruppe auch, ist die Grohmannspitze ein häufiges Ziel von Kletterern. Für Wanderer ist die Grohmannspitze nicht erreichbar, selbst der Abstieg über den Nordostgrat der Grohmannspitze ist ein hochalpines Unternehmen mit Schwierigkeiten bis UIAA 4.
Eine beliebte Route ist die „Harrer“ (UIAA 5, 600 m, 16 Seillängen), erstbegangen von Heinrich Harrer und Kurt Wallenfels am 6. Juli 1936. Es ist eine hochalpine Tour, lang und ausgesetzt in meist sehr guten Fels. Es wird eine reine Kletterzeit von 5 bis 6 Stunden angenommen, gemeinsam mit dem Abstieg insgesamt eine Tour, die nur Könner mit großer Bergerfahrung angehen sollten.
Die am öftesten begangene Kletterei an der Grohmannspitze ist die „Dimai“ genannte Tour (UIAA 4, 550 m, 13 Seillängen), die von den Schwestern Eötvös, Dimai und Summermatter erstbegangen wurde, benötigt 4 bis 5 Stunden. Zusammen mit dem Abstieg über den Nordostgrat ist es die ideale Überschreitung der Grohmannspitze.

Grohmannspitze
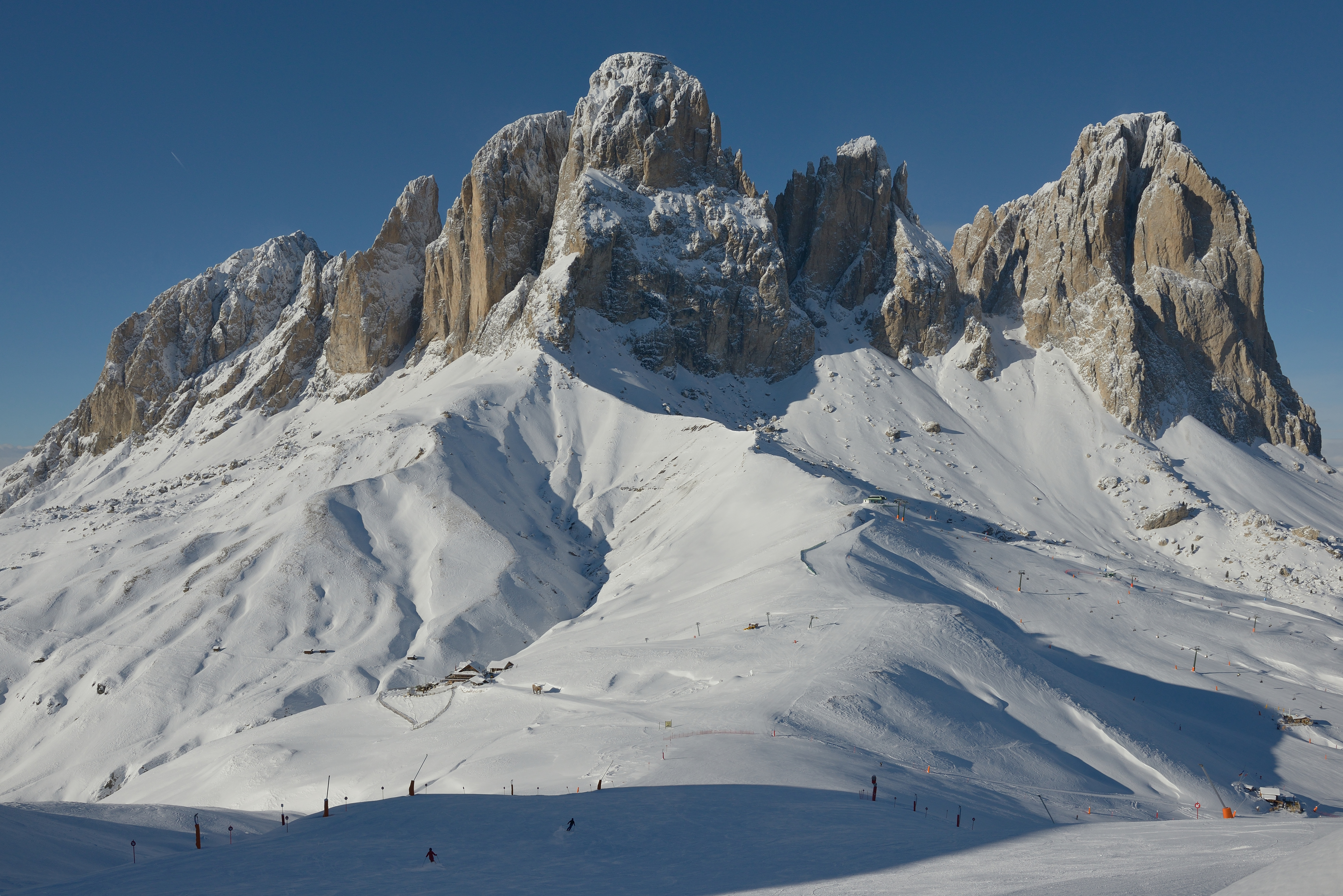
Die Grohmannspitze (Mitte) im Winter, von Osten
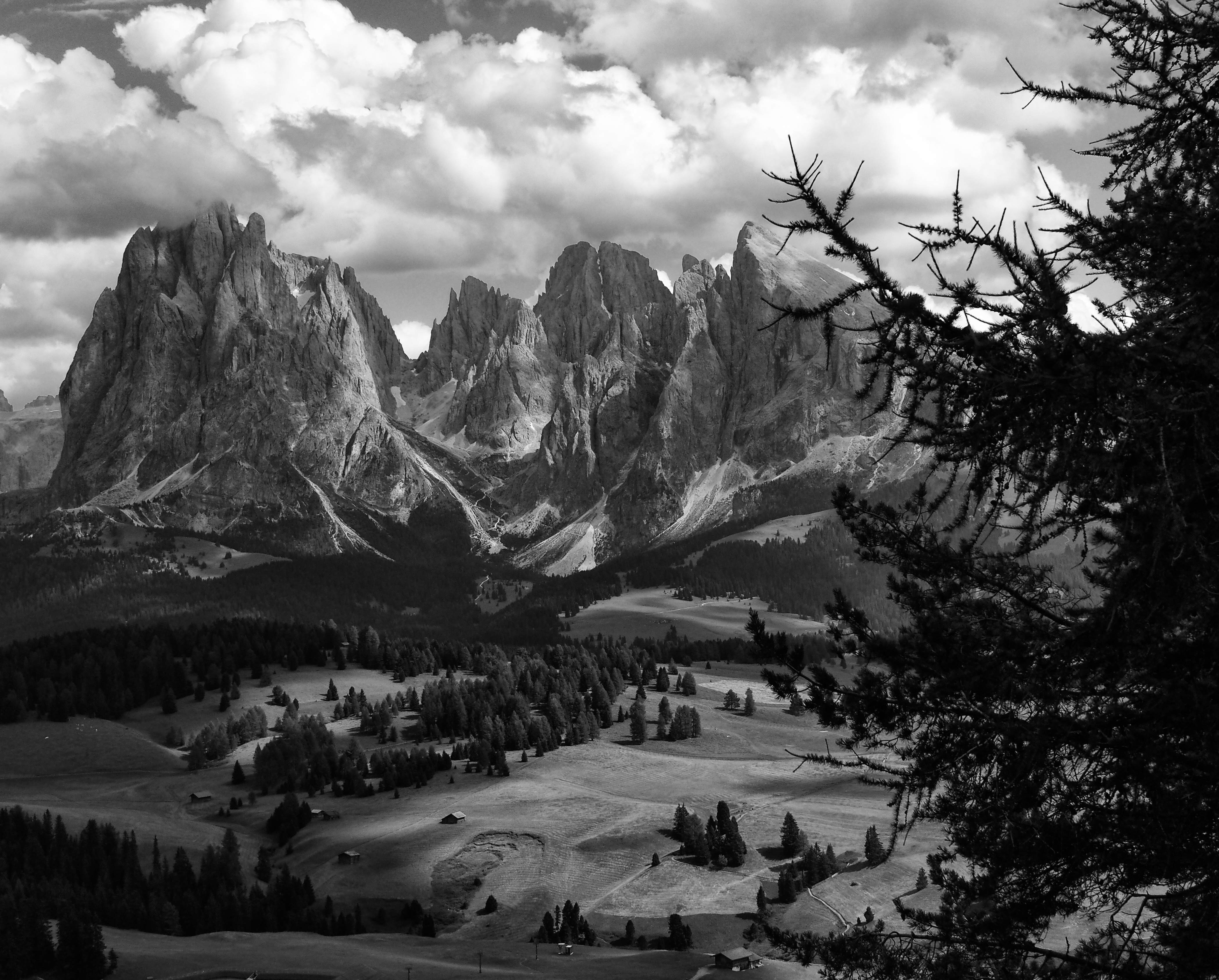
Grohmannspitze (Mitte hinten) von Norden